# Noh Hee-kyung
Noh Hee-kyung (21 de marzo de 1966) es una guionista y ensayista surcoreana.

## Carrera
Se ha hecho famosa en Corea del Sur por el realismo y profundidad de las representaciones de la vida y de las relaciones de la gente común en sus obras. 

### Ensayos
En 2008 publicó una colección de ensayos titulada a  Everyone Not in Love Now Are Guilty. Se convirtió en un best-seller. El libro fue dividido en cuatro secciones con diferentes temas, a saber: "Life is too difficult to concentrate only on love"; "The thing that love demands first, before trust or tears"; "If I could hold all of life and people in my eyes"; "When they were lonely, what did we do?". Los ensayos contienen reflexiones de la vida y del amor, de dramas y actrices con quienes ha trabajado, y el tema de su madre, que ha sido la más importante de sus influencias.

## Otras actividades
Es cercana a Beobryun, un monje budista conocido por su participación en cuestiones humanitarias. Ambos son activos en Join Together Society (JTS Korea), un grupo de ayuda internacional que realiza donaciones a los países del tercer mundo y Corea del Norte.

## Series
- Nuestro horizonte azul (tvN, 2022)
- Live (tvN, 2018)
- The Most Beautiful Goodbye (tvN, 2017)
- Dear My Friends (tvN, 2016)
- It's Okay, That's Love (SBS, 2014)[5][6]
- That Winter, the Wind Blows (SBS, 2013)[7]
- Padam Padam (jTBC, 2011-2012)[8][9]
- Drama Special "Red Candy" (KBS2, 2010)
- Worlds Within (KBS2, 2008)
- Several Questions That Make Us Happy (KBS2, 2007)
- Miracle (MBC, 2006)
- Goodbye Solo (KBS2, 2006)
- Becoming a Popular Song  (KBS2, 2005)
- More Beautiful Than a Flower (KBS2, 2004)
- Solitude (KBS2, 2002)
- Wonderful Days (SBS, 2001-2002)
- Like Rain (SBS, 2000)
- Foolish Love (KBS2, 2000)
- Sad Temptation (KBS2, 1999)
- Did We Really Love? (MBC, 1999)
- Lie (KBS2, 1998)
- It's Still Time to Love (KBS2, 1997)
- The Reason I Live (MBC, 1997)
- The Most Beautiful Goodbye in the World (MBC, 1996)
- MBC Best Theater "Sallie and Suzie" (MBC, 1996)
- Mom's Gardenias (1995)

## Premios y nominaciones
| Año  | Institución                    | Premio               | Guion                  | Resultado | Notas                                                          | Ref.          |
| ---- | ------------------------------ | -------------------- | ---------------------- | --------- | -------------------------------------------------------------- | ------------- |
| 2017 | 53rd Baeksang Arts Awards      | Mejor guion          | Dear My Friends        | Ganadora  |                                                                |               |
| 2022 | Instituto de las Artes de Seúl | Premio Light of Life | —                      | Ganadora  | Otorgado a los exalumnos que han hecho brillar a su alma mater | [ 10 ]        |
| 2022 | 8th APAN Star Awards           | Mejor guion          | Nuestro horizonte azul | Nominada  |                                                                | [ 11 ] [ 12 ] |
| 2022 | Asian Academy Creative Awards  | Mejor guion          | Nuestro horizonte azul | Pendiente |                                                                |               |